# Glen Pettinger
Glen Murray Pettinger (Toronto, 27 settembre 1928 – Ottawa, 12 ottobre 2019) è stato un cestista canadese.

## Carriera
Ha disputato con il Canada i giochi olimpici del 1952, segnando 18 punti in 6 partite.